# UFC Fight Night: Silva vs. Irvin
UFC Fight Night: Silva vs. Irvin (también conocido como UFC Fight Night 14) fue un evento de artes marciales mixtas celebrado por Ultimate Fighting Championship el 19 de julio de 2008 en el Palms Casino Resort, en Las Vegas, Nevada.

## Historia
El evento principal marcó la primera incursión del campeón de peso medio Anderson Silva en la división de peso semipesado frente a James Irvin.

## Premios extra
Cada peleador recibió un bono de $25,000.
- Pelea de la Noche: Hermes França vs. Frankie Edgar
- KO de la Noche: Rory Markham
- Sumisión de la Noche: C.B. Dollaway